# Kylin (sistema operativo)
Kylin (in cinese 麒麟S) è un sistema operativo sviluppato a partire dal 2001 dagli accademici presso l'Università nazionale della tecnologia di difesa della Repubblica Popolare Cinese. Il nome deriva dalla bestia mitica Qilin.
Le prime versioni erano basate sul kernel FreeBSD ed erano destinate ad essere utilizzate dai militari e da altre organizzazioni del governo cinese.
Ora le versioni più recenti sono basate sul kernel Linux, per il 2010 fu annunciata la versione NwoKylin. In seguito, nel 2013, è stato annunciato che un nuovo sistema operativo basato Linux sarà distribuito usando Ubuntu. La prima versione di Ubuntu Kylin 13.04 è stata distribuita il 25 aprile 2013 ed è tuttora in fase di sviluppo.
Il supercomputer cinese Tianhe-2 (ad oggi il secondo più potente al mondo) presentato nel 2013, installa una versione speciale di Kylin Linux.